# Lomariopsis novae-caledoniae
Lomariopsis novae-caledoniae är en ormbunkeart som beskrevs av Georg Heinrich Mettenius. Lomariopsis novae-caledoniae ingår i släktet Lomariopsis och familjen Lomariopsidaceae. Inga underarter finns listade.